# La Russe
Pour plus de détails, voir Fiche technique et Distribution.
La Russe (La rusa) est un film espagnol réalisé par Mario Camus et sorti en 1987.

## Fiche technique
- Titre : La Russe
- Titre original : La rusa
- Réalisation : Mario Camus
- Scénario : Mario Camus et Juan Luis Cebrián, d'après son roman[1]
- Photographie : Hans Burmann
- Décors : Rafael Palmero
- Montage : José María Biurrún
- Musique : Antón García Abril
- Son : Bernardo Menz
- Production : Pedro Masó Producciones Cinematográficas -Televisión Española (TVE)
- Pays de  production :  Espagne
- Durée : 117 minutes
- Dates de sortie : 
  - Espagne : 11 septembre 1987[2]
  - France : 16 avril 1997[3]

## Distribution
- Angeli Van Os
- Didier Flamand
- Eusebio Lázaro
- Fernando Guillén
- Muntsa Alcañiz

## Nomination
- Prix Goya 1988 (Meilleure photographie)[4]